# City of Westminster
Westminster városa (angolul City of Westminster) belső-londoni önálló városrész (borough), amely a nagy presztízsű, bár többletjogokat nem adó city státusszal rendelkezik. (Ezt a korábbi kisebb Westminster nagyvárosi boroughtól örökölte.)
Magába foglalja Nagy-London központi területeinek a jórészét, beleértve a West End javát. Az ősi City of London városrész nyugati szomszédja, keletre van Kensington és Chelsea királyi boroughjától és déli határa a Temze folyó. 
Habár a városrészben több nagy park és nyílt terület van, a kerület népsűrűsége magas. London több jelképes épülete is itt van, köztük a St James-palota, a Buckingham-palota, a parlament épületei és a Downing Street 10.
Westminsternek több nevezetes negyede van: a Westminster-palota körüli öreg politikai negyed, az Oxford Street, Regent Street, Piccadilly és Bond Street körüli bevásárlónegyed vagy a Soho éjszakai szórakozónegyed. Nagy része mégis lakónegyed. Lakosságát 2008-ban 236 ezerre becsülték: ez annyi, mint a teljes pesti belváros – az V., VI., VII., VIII. és IX. kerület – lakossága.
A westminsteri helyhatóság neve: Westminsteri városi tanács (Westminster City Council).

## Népessége
A kerület népessége a korábbiakban az alábbi módon alakult:
| Lakosok száma | 219 600 | 223 900 | 233 292 | 242 300 | 255 324 | 211 365 |
|               | 2011    | 2012    | 2014    | 2015    | 2018    | 2022    |

## Fordítás
- Ez a szócikk részben vagy egészben  a   City of Westminster című angol Wikipédia-szócikk ezen változatának fordításán alapul.  Az eredeti cikk szerkesztőit annak laptörténete sorolja fel. Ez a jelzés csupán a megfogalmazás eredetét és a szerzői jogokat jelzi, nem szolgál a cikkben szereplő információk forrásmegjelöléseként.